# 乾川邑
乾川邑（：／ Geoncheon eup */?）是大韩民国庆尚北道庆州市下辖的一个邑。

## 主要设施
- 乾川站
- 斷石山